# 鈴木隆 (実業家)
鈴木 隆（すずき たかし、1931年 - 2019年3月29日）は、日本のジャーナリスト、実業家。
元日経BP社長。元格付投資情報センター社長。

## 経歴・人物
1955年に横浜国立大学経済学部を卒業後、日本経済新聞社に入社した。
証券部時代の1965年（昭和40年）に山一証券の経営危機をつかみ、日銀特融に至る経過を報じた。1972年に証券部長となる。1981年から1983年まで日経産業新聞の編集長を務める。1983年にデータバンク局長に就任し、経済情報をオンラインでパソコンに送り込む「日経テレコン」をはじめ、日本経済新聞社の総合情報産業化に貢献する。その後大阪本社代表を経て、1990年に日本経済新聞社を退社した。
その後、日経BP社副社長、社長を歴任した。
1998年に格付投資情報センター社長に就任した。2000年に退任。
2019年3月29日、誤嚥性肺炎のため死去、87歳没。

## 著書
- 『日本のインフレ これからどうなる・これからどうする』日本実業出版社、1973年7月
- 『実例でわかる格付けのしくみ』中央経済グループパブリッシング〈CK BOOKS〉、2003年2月1日 ISBN 978-4502580901
- 『滅びの遺伝子 山一證券興亡百年史』文藝春秋、2005年6月  ISBN 4-16-367140-4
  - 文春文庫、2008年12月4日  ISBN 978-4167753191
- 『自販機の時代ー“7兆円の売り子”を育てた男たちの話』日本経済新聞出版本部、2007年4月1日  ISBN 978-4532165901
- 『そして窮屈な日本経済が始まった』かんき出版、2010年11月9日  ISBN 978-4761267162
- 『高橋是清と井上準之助―インフレか、デフレか』文藝春秋、2012年3月16日  ISBN 978-4166608584